# Кікбоксер: Реванш
«Кікбоксер: Реванш» (англ. Kickboxer: Retaliation) — американський фільм про бойові мистецтва, режисером і сценаристом якого виступив Дімітрі Логотетіс. Проект є сиквелом фільму «Кікбоксер» 2016 року, сценаристом якого також був Логотетіс.
Фільм вийшов в американський прокат 26 січня 2018 року, а в український — 5 квітня 2018 року.

## Сюжет
Фільм розповідає про вже відомого протягом років Курта Слоана. Чоловік вже давно вирішив покинути справу свого життя — надзвичайно жорсткі бійцівські поєдинки, тому полетів з Таїланду, аби більше не повертатись на ринг. Але вже незабаром знаходяться люди, які хочуть повернути Курта до того, чим він займався стільки часу. Вони вимушують його брати участь у поєдинку разом із могутнім опонентом на ім'я Монгкут. Незважаючи на те, що Курт не хоче знов повертатись до боїв, перед ним постає виклик — визволити свою кохану дружину та вийти на ринг проти боксера-гіганта, влаштувавши грандіозну битву. Йому загрожує позбавлення волі, Курт розуміє, що у разі перемоги він отримає не тільки значні гроші, а й довгоочікувану свободу. Втрачена форма робить свою справу, саме тому в нього починаються вимотуючі тренування, завдяки яким він повинен знову відновити колишню форму і знайти віру в себе, адже найжорсткіший та кривавий бій відбудеться вже незабаром.

## У ролях
Виконавці головних ролей: Ален Муссі, Жан-Клод Ван Дамм, Крістофер Ламберт, Роналдіньо, Майк Тайсон і Гафтор Юліус Бйорнссон, Сара Малакул Лейн і Сем Медіна.
- Ален Муссі
- Жан-Клод Ван Дамм
- Майк Тайсон
- Крістофер Ламберт

## Продовження
31 серпня 2016 року продюсер Роберт Хікман оголосив про третю частину у останньому випуску трилогії, яка буде називатися «Кікбоксер: Синдикат». Зйомки були розпочаті влітку 2017 року.